# Fletcher Lewis
Fletcher Lewis, född 16 juli 1955, är en friidrottare från Bahamas. Han deltog vid olympiska sommarspelen 1976.